# Hoxberg I u. II
Hoxberg I u. II este o arie protejată (arie specială de conservare — SAC, sit de importanță comunitară — SCI) din Germania întinsă pe o suprafață de 0,1 ha, integral pe uscat.

## Localizare
Centrul sitului Hoxberg I u. II este situat la coordonatele 49°23′30″N 6°52′56″E / 49.3917°N 6.8822°E.

## Înființare
Situl Hoxberg I u. II a fost declarat sit de importanță comunitară în octombrie 2000 pentru a proteja 1 specie de animale. Situl a fost protejat și ca arie specială de conservare în aprilie 2015.

## Biodiversitate
Situată în ecoregiunea continentală, aria protejată nu include niciun habitat protejat.
La baza desemnării sitului se află o specie protejată de  mamifere: liliac comun (Myotis myotis).
Pe lângă speciile protejate, pe teritoriul sitului au mai fost identificate 2 specii de mamifere.